# Валлиш, Сита
Сита Мария Диаш Валлиш (порт. Sita Maria Dias Valles; 23 августа 1951, Кабинда — 1 августа 1977, Луанда) — ангольская и португальская коммунистка гоанского происхождения, руководящая активистка ПКП и МПЛА. Выступала с ортодоксальных марксистско-ленинских и просоветских позиций. Была одним из лидеров Мятежа «фракционеров» 27 мая 1977. При подавлении мятежа арестована, подвергнута пыткам и убита; погиб и её муж Жозе Ван Дунен. Фактически реабилитирована при президенте Лоренсу.

## Происхождение
Родилась в католической семье выходцев из Гоа. Её родители переехали в Португальскую Анголу за два года до рождения Ситы. Семья принадлежала к общественно-статусным и материально обеспеченным: отец Ситы Валлиш был агрономом, мать — преподавательницей и переводчицей. Эдгар Франсишку Валлиш состоял на колониальной госслужбе, организовывал сельхозработы и ирригационные мероприятия. Работал в Кабинде, Бенгеле, затем с женой, дочерью и двумя сыновьями обосновался в Луанде.
Сита Валлиш училась на медицинском факультете Университета Луанды. В детстве и юности вела образ жизни, характерный для зажиточного среднего класса. Отличалась внешней привлекательностью, весёлым нравом, имела много друзей, заводила романтичные отношения. В 1971 переехала на учёбу в Португалию, поступила на четвёртый курс Лиссабонского университета.

## Коммунистка

### В Португалии
В Лиссабоне Сита Валлиш энергично включилась в политическую деятельность. Португальский авторитарный режим к тому времени допускал политические дискуссии и даже некоторую оппозиционность. Сита Валлиш прониклась коммунистическими взглядами, примкнула к марксистско-ленинским группам. После краткого увлечения маоизмом перешла на просоветские позиции. Вступила в нелегальную Португальской компартию (ПКП), сотрудничала с Карлушем Бриту и Зитой Сеабра.

Принятие Ситой марксизма-ленинизма было в духе интеллектуальной моды того времени. Она была не просто идеалисткой, но идеалисткой воинствующей. Она способна была отказаться от всего ради своих доктрин.

Сита Валлиш возглавляла в Лиссабоне Студенческий коммунистический союз. Активно участвовала в студенческих протестах, забастовках, бойкотах лекций и экзаменов. Демонстрировала яркую харизму, организационные способности, личную храбрость. Проявляла готовность к жёстким конфликтам с силовыми структурами, участвовала в столкновениях с полицией. Быстро обретала популярность в среде леворадикальной молодёжи. Сподвижники хараетеризовали её как девушку дерзкую, волевую, решительную, при этом дисциплинированную, склонную к аналитическому мышлению и способную к оптимальным действиям в сложных оперативных ситуациях.
В апреле 1974 года Сита Валлиш представляла португальскую коммунистическую молодёжь на XVII съезде ВЛКСМ в Москве. Там она узнала о Революции гвоздик в Португалии 25 апреля 1974. ПКП была легализована, Сита Валлиш стала официальным партийным функционером. Курировала коммунистическое студенческое движение в Лиссабоне.
В середине 1975 года, накануне деколонизации, Сита Валлиш решила вернуться в Анголу. Такое решение представлялось странным — в Португалии шла острая политическая борьба, надвигалось Жаркое лето. Объяснение дал впоследствии Эдгар Валлиш, брат Ситы. На выборах в Учредительное собрание 25 апреля 1975 ПКП получила менее 13 %. Для амбициозной девушки-политика такой результат стал «огромным разочарованием». Она сделала вывод: к власти партия не придёт, «в Португалии делать нечего». Между тем, в Анголе прокоммунистическая МПЛА располагала широкими перспективами.
Зита Сеабра и Карлуш Бриту убеждали Ситу Валлиш остаться в Португалии. Генеральный секретарь ПКП Алвару Куньял предупредил, что отъезд повлечёт исключение из партии. Однако Валлиш осталась непреклонна.

### В Анголе
Возвратившись на родину, Сита Валлиш вступила в МПЛА. Руководство МПЛА во главе с Агостиньо Нето приняло её благосклонно — политический опыт в ПКП рассматривался как весьма полезный. Валлиш активно действовала в молодёжной организации МПЛА и Комитете действия революционной интеллигенции. Окончила в Луанде медицинский факультет, получила специальность врача.
Личная харизма, ораторские способности, деловые навыки создали популярность не только в активе МПЛА, но и в кварталах бедноты. Полностью поддержала провозглашение независимости и создание НР Ангола под властью МПЛА и президента Нето. Как пропагандистка принимала участие в гражданской войне на стороне правительства. Стояла на жёстких позициях коммунистического догматизма.

Сектантский радикализм Ситы был сопряжён с ненавистью, принесённой в ставшую независимой Луанду. В этом отражалась та универсальная «уверенность», которой она жила.

Выполняла и другие поручения: например, в силу медицинского образования помогала кубинским врачам в Уамбо. Там она вновь проявила твёрдость и храбрость: провинция Уамбо являлась очагом антиправительственного повстанческого движения УНИТА. Отмечались случаи, когда Валлиш вступала в конфликты и с мародёрами из рядов ФАПЛА.
Сита Валлиш вышла замуж за генерала Жозе Ван Дунена, начальника политуправления генерального штаба вооружённых сил НРА — ФАПЛА. Сына назвали Эрнесто — в честь Че Гевары. .

## Мятежница

### «Лицо фракции»
Сита Валлиш и Жозе Ван Дунен были сторонниками Ниту Алвиша — командующего I военно-политическим округом и министра внутренней администрации. Вокруг Алвиша сложилась группировка ортодоксальных коммунистов, в основном силовиков (Жозе Ван Дунен, заместитель начальника генштаба Жакоб Каэтану, политкомиссары Эдуарду Бакалофф, Луиш душ Пасуш и другие).
«Фракция Nitistas» резко осуждала президента Нето за «умеренный» курс, требовала «последовательного марксизма-ленинизма», государственной централизации, ужесточения репрессий, ввода в Анголу не только кубинских, но и советских войск. В то же время Nitistas позиционировались как защитники трудящихся масс от привилегированной бюрократии и коррупции, протестовали против произвола органов госбезопасности DISA. Кроме того, Алвиш настаивал на повышении социально-политического статуса чернокожих за счёт мулатов и белых.
Полностью разделяя эти позиции, Сита Валлиш активно их пропагандировала. Она стала своего рода публичным лицом Nitistas. При этом по социальному и культурному признакам чета Ван Дунен—Валлиш выделялась среди единомышленников. Большинство Nitistas, подобно Алвишу или Каэтану, происходили из чернокожей бедноты деревень и трущоб. Жозе и Сита по рождению принадлежали к элите колониальных времён. Муж представлял африканскую часть, жена воспринималась как белая португалка.
Идеологические расхождения играли, однако, второстепенную роль. Основной раскол порождался межгрупповой борьбой за власть. Главными противниками Nitistas являлись генеральный секретарь МПЛА Лусио Лара, министр обороны Энрике Каррейра, заместитель директора DISA Энрике Онамбве. Президента Нето наивно считали слабым политиком и рассчитывали на его уступчивость.
С осени 1976 партийно-государственное руководство начало преследования Nitistas. Все они, в том числе Сита Валлиш, потеряли свои посты и оказались под угрозой ареста. Весной 1977 Нито Алвиш и его сторонники решились на упреждающий удар.

### Автор воззвания
27 мая 1977 года начался Мятеж «фракционеров» — попытка государственного переворота в Луанде. Мятежникам удалось захватить тюрьму и радиостанцию. Обращение мятежников к народу написала Сита Валлиш:

Правительство только что свергнуто. Народные массы Луанды и наши славные ФАПЛА с оружием в руках поднялись против голода, нищеты и репрессий, ставших уделом подавляющего большинства, против роскоши и коррупции меньшинства. По всей стране народ восстал против реакционеров и оппортунистов, захвативших руководство нашим славным МПЛА, которые провозглашая социализм, привели к власти мелкую буржуазию, угнетающую рабочих, крестьян, революционную интеллигенцию и патриотическую мелкую буржуазию.

Однако выступление не имело чёткого плана, не было оперативно подготовлено, не учитывало ряда важных факторов, развивалось бессистемно и хаотично. Президент Нето, генсек Лара, военный министр Каррейра, начальник полиции Сантана Петрофф, директор DISA Луди Кисасунда и его заместитель Онамбве быстро организовали мощный контрудар. Nitistas оказались совершенно неподготовлены к силовому противостоянию, ограничившись спонтанными перестрелками, захватом и убийством нескольких заложников.
Действия Ситы Валлиш в день мятежа досконально неизвестны. Предполагается, что она агитировала жителей Луанды присоединиться к Nitistas. Однако уже к середине дня мятеж был подавлен силами кубинского экспедиционного корпуса. Последовала волна жестоких репрессий. Лидеры мятежа пытались скрыться в труднодоступном районе Дембуш (родные места Алвиша).

### Арест и смерть
Сита Валлиш попыталась тайно передать письмо в советское посольство. В этом согласилась помочь Изабел Пенагиан, жена брата Ситы — Адемара Валлиша, начальника управления тяжёлой промышленности в Минпроме НРА. Это намерение стало известно DISA. Пенагиан была доставлена к Онамбве, он пригрозил ей казнью мужа. Сохранить Адемару жизнь Онамбве обещал только при немедленной передаче письма. Изабел согласилась на это. Письмо было отдано, но обещание замдиректора DISA не выполнено. Адемар Валлиш не имел никакого отношения к событиям 27 мая — однако был арестован, почти год провёл в тюрьме и расстрелян в марте 1978.
Жозе Ван Дунен и Сита Валлиш скрывались вдвоём. В середине июня оба были обнаружены агентами DISA и схвачены в одной из деревенских построек на маниочном поле. Первая информация об их гибели появилась 8 июля 1977 в конфиденциальном сообщении португальского посольства в Луанде. Впоследствии стало известно, что ещё несколько недель Валлиш была жива.
Перед смертью Сита Валлиш содержалась в луандской крепости Сан-Мигель. По имеющимся сведениям, перед смертью её подвергли особенно жестоким пыткам, но она проявила большую стойкость. Через два с небольшим месяца после мятежа Ситу Валлиш расстреляли и сбросили в безымянную могилу. На тот момент ей ещё не исполнилось 26 лет.

### Обличения и отступничество
Официоз МПЛА выступал с жёсткой критикой Ситы Валлиш, сопровождал это имя самыми негативными эпитетами. Известные связи Валлиш с ПКП и ВЛКСМ позволяли обвинять её как «иностранного агента» и распространять это обвинение на других Nitistas. Риторика МПЛА в отношении ПКП приняла враждебный характер, граничащий с антикоммунизмом.
Многие португальские коммунисты были шокированы происходящим, безуспешно требовали разъяснений от руководства, выходили из партии. Но в итоге орган ПКП Avante! опубликовал установочную статью, в которой полностью поддержал официальный курс МПЛА и отмежевался от Nitistas, включая свою недавнюю активистку Валлиш. На фестивале «Avante!» демонстративно присутствовал Онамбве.
Эдгар Валлиш рассказывал впоследствии, что португальский друг-троцкист объяснил ему: такова обычная практика сталинистских партий.

## Память
Длительное время «Мятеж фракционеров» 1977 года и судьбы его участников оставались в Анголе политически «табуированной» темой. При президентах Агостиньо Нето и Жозе Эдуардо душ Сантуше они считались «фракционерами и убийцами, совершившими попытку контрреволюционного переворота». Определённые изменения тональности после окончания гражданской войны — признание «некоторых перегибов» и «негативных эпизодов» — не имели принципиального значения.
Положение изменилось в период «ангольской оттепели» после прихода к власти президента Жуана Лоренсу. 26 мая 2021 Лоренсу официально заявил об «искреннем раскаянии» и принёс извинения за «непропорциональные» репрессии при подавлении «Мятежа фракционеров». Начался поиск останков погибших, в том числе Ситы Валлиш.
Биография Ситы Валлиш исследована португальской журналисткой и писательницей Леонор Фигейреду в работе Sita Valles — Revolucionária, Comunista ate à Morte (1951—1977) — Сита Валлеш — революционерка, коммунистка до смерти (1951—1977).
Своё видение событий и роли Ситы Валлиш изложили Зита Сеабра и Карлуш Бриту, давно отошедшие от прежних коммунистических взглядов, но сохранившие уважение и симпатии к Валлиш.
Жуан Эрнесто Валлиш Ван Дунен, сын Ситы Валлиш и Жозе Ван Дунена, после гибели родителей жил в Португалии у тёти по отцовской линии (Францишка Эужения Ван Дунен, сестра Жозе Ван Дунена — португальская гражданка, авторитетная юристка, в 2015—2022 занимала посты министра юстиции и министра внутренних дел Португалии). Окончил экономический факультет Университета Сассекса. Работал экономистом в Мозамбике, Бельгии, Дании. Преподаёт экономику в Католическом университете Луанды. Эдгар Валлиш, брат Ситы Валлиш — известный португальский журналист.